# TheOpenCD
El proyecto TheOpenCD tiene como objetivo mostrar a los usuarios de Microsoft Windows los beneficios del software libre o del software de código abierto. Es una imagen de CD que puede ser descargada y copiada libremente. El equipo de TheOpenCD selecciona los programas por su calidad, estabilidad y facilidad de instalación, y solo incluye programas bajo licencias de código abierto (con aprobación de la Open Source Initiative), que permite a los usuarios utilizar y distribuir el disco como quieran. Este proyecto está patrocinado por Canonical Ltd., que también patrocina otros proyectos como la popular distribución de Linux Ubuntu.
En septiembre de 2007, el director del proyecto Chris Gray dejó TheOpenCd para perseguir su propio disco de código abierto, llamado OpenDisc, quien citó numerosas dificultades que él creyó que estaban afectando negativamente el progreso del mencionado proyecto patrocinado por Canonical. El 27 de septiembre de 2007, el proyecto TheOpenCD dejó de estar en desarrollo activo.

## Software incluido en la versión 4.0

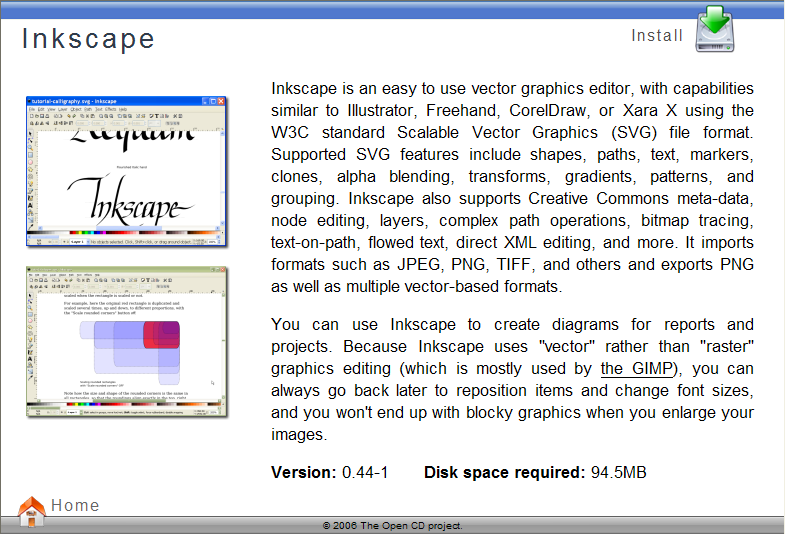
Página dentro de TheOpenCD del programa Inkscape.

### Productividad
- MoinMoin 1.5.4
- OpenOffice.org 2.0.4
- PDFCreator 0.9.3
- Notepad2 1.0.12

### Diseño
- Blender 2.42a
- GIMP 2.2.13
- Inkscape 0.44-1
- NVU 1.0
- Scribus 1.3.3.5
- Tux Paint 0.9.16

### Internet
- Azureus 2.5.0.0
- FileZilla 2.2.29
- Firefox 2.0
- Gaim 1.5.0
- HTTrack 3.40.2
- RSSOwl 1.2.2
- Thunderbird 1.5.0.8
- TightVNC 1.2.9
- WinSCP 3.8.2

### Multimedia
- Audacity 1.2.6
- Celestia 1.4.1
- Really Slick Screensavers 0.1
- Stellarium 0.8.2

### Videojuegos
- Battle for Wesnoth 1.0.1
- Enigma 0.9.2
- Neverball 1.4.0
- Sokoban YASC 1.330

### Utilidades
- 7-Zip 4.23
- Abakt 0.9.4
- ClamWin 0.88.5
- GTK+ 2.8.18
- HealthMonitor 3.1
- Workrave 1.8.3

## Proyectos similares
- GNUWin II
- WinLibre
- Open Source Software CD
- LoLiWin
- Chantra
- CdLibre
- Cd lyca